# Воронезька вулиця
Воро́незька ву́лиця — зникла вулиця, що існувала в Дніпровському районі (на той час — Дарницькому) міста Києва, місцевості Березняки, Кухмістерська слобідка. Пролягала від вулиці Серафимовича до тупика. 
Прилучалася вулиця Юрія Шумського.

## Історія
Вулиця виникла в 1-й чверті XX століття, мала назву (4-та) Комсомольська. У 1941–1943 роках існувала як частина тодішньої (2-ї) Базарної вулиці, майбутньої вулиці Серафимовича. Назву Воронезька вулиця набула 1955 року.
Офіційно ліквідована 1971 року у зв'язку зі знесенням старої забудови.